# Mortoniodendron membranaceum
Mortoniodendron membranaceum är en malvaväxtart som beskrevs av Standley och Steyerm.. Mortoniodendron membranaceum ingår i släktet Mortoniodendron och familjen malvaväxter. Inga underarter finns listade i Catalogue of Life.